# 624
Évszázadok: 6. század – 7. század – 8. század
Évtizedek: 570-es évek – 580-as évek – 590-es évek – 600-as évek – 610-es évek – 620-as évek – 630-as évek – 640-es évek – 650-es évek – 660-as évek – 670-es évek
Évek: 619 – 620 – 621 – 622 –  623 – 624 – 625 – 626 – 627 – 628 – 629

## Események

### Bizánci Birodalom
- Hérakleiosz császár ismét békét ajánl II. Huszrau szászánida sahnak, amit az visszautasít. A császár maga vezeti a perzsák elleni hadjáratot, betörve Örményországba. Az Araxész folyó mentén haladva elpusztítja Perzsa-Örményország székhelyét, Dvint és elfoglalja Nahicsevánt. Ezután elpusztítja a zoroasztriánus vallás három szent tűztemploma közül az egyiket, Adu Gusnapszot, majd visszavonul telelni a kaukázusi Albaniába.
- Huszrau visszavonja kis-ázsiai csapatait és összesen három hadsereget küld Hérakleiosz ellen, azzal a céllal hogy körbefogja és csapdába zárja.
- A vizigótok az utolsó, bizánci kézen maradt dél-ibériai városokat is elfoglalják, így Spania tartományuk megszűnik létezni. Csak a Baleári-szigetek maradnak bizánci fennhatóság alatt.

### Európa
- Meghal Rædwald, Kelet-Anglia nagy tekintélyű királya, bretwaldája. Utóda fia, Eorpwald.
- Meghal Mellitus, Canterbury érseke. Utóda Justus.

### Arábia
- március 16 A mekkai Kurajs törzs 900 fős sereget küld a karavánjait fosztogató Mohamed próféta ellen. A badri csatában a harmadannyian lévő muszlimok megfutamítják a mekkaiakat és a Kurajs tekintélye megrendül.[1]

### Kína
- Ou-jang Hszün neves kalligráfus befejezi a Jiven lejcsü ("Irodalmi szöveggyűjtemény témák szerint") enciklopédiát.
- Tang Kao-cu császár elsőszülött fiát és trónörökösét, Li Csien-csenget megvádolják, hogy Jang Ven-kan tartományi kormányzóval felkelést szervez. A császár letartóztatja a fiát, mire Jang fellázad. Kao-cu másik fiát, Li-Si-mint (bátyja riválisát) küldi a lázadás leverésére és megígéri neki hogy ő lesz a trónörökös. Később azonban meggondolja magát és Li Csien-cseng visszanyeri a bizalmát. Jangot katonái meggyilkolják. Li Si-min megbetegszik és azzal vádolja bátyját, hogy meg akarta mérgezni.

## Születések
- Vu Cö-tien, az egyetlen kínai császárnő
- Abdalláh ibn al-Zubajr, mekkai kalifa
- Al-Haszan ibn Ali, Mohamed unokája, a síiták második imámja
- III. Jazdagird, az utolsó Szászánida sah
- Szent Adamnan, apát, történetíró

## Halálozások
- Amr ibn Hisám, pogány mekkai vezető, Mohamed ellensége
- Mellitus, canterburyi érsek
- Abú Lahab, Mohamed nagybátyja
- Rædwald, kelet-angliai király
- Rukajja bint Muhammad, Mohamed lánya

## Fordítás
- Ez a szócikk részben vagy egészben  a(z)   624 című angol Wikipédia-szócikk ezen változatának fordításán alapul.  Az eredeti cikk szerkesztőit annak laptörténete sorolja fel. Ez a jelzés csupán a megfogalmazás eredetét és a szerzői jogokat jelzi, nem szolgál a cikkben szereplő információk forrásmegjelöléseként.